# Echidnocephalodes barbatus
Echidnocephalodes barbatus е насекомо от разред Двукрили (Diptera), семейство Aulacigastridae.